# Kenta Gustafsson
För andra betydelser, se Kenneth Gustafsson.
Knut Kenneth "Kenta" Gustafsson, född 11 augusti 1948 i Nacka församling, Stockholms län, död 3 mars 2003 i Jakobsbergs församling i Järfälla kommun i Stockholms län, var en svensk sångare och musiker. Han blev känd efter att ha medverkat i en serie dokumentärfilmer av Stefan Jarl, den så kallade Modstrilogin.

## Biografi
Kenta Gustafsson växte upp i stadsdelen Grimsta nära Vällingby i Stockholm med alkoholiserade föräldrar och tvingades tidigt klara sig på egen hand. Den tuffa barndomen gav honom, enligt egen utsago, ett förakt för samhället och normerna i folkhemmets Sverige. Han drogs till modskulturen, som var ett uppror mot detta, och till jämngamla personer med liknande bakgrund. I umgängeskretsen flödade alkohol och droger fritt. Han var tillsammans med Stoffe huvudfigurer i dokumentärfilmaren Stefan Jarls Modstrilogi, en serie dokumentärfilmer utgivna 1968, 1979 och 1993 som handlar om ungdomar på glid, narkotikamissbruk och så småningom personernas barn.
Som sångare gav Gustafsson ut ett antal skivor. Han medverkade med fyra låtar på skivan med filmmusiken från Ett anständigt liv, som var den andra filmen i Stefan Jarls modstrilogi från 1979. På två av låtarna skrev hans fru, Eva Blondin, texten. Han debuterade sedan under eget namn med albumet Kenta 1979. Han bodde då i Jakobsberg där han lärt känna Aapo Sääsk, som hjälpte till med texterna. Aapo Sääsk kontaktade också Stikkan Andersson på Polar som lånade ut en studio i en dag efter att ha hört något exempel. Stikkan Andersson menade sedan att han var för upptagen. Via en av musikerna fick de kontakt med Anders Burman på Metronome, där Kenta Gustafsson fick skivkontrakt och skivan sedan spelades in.
Han deltog i Melodifestivalen 1980 med låten "Utan att fråga" som placerade sig på sjätte plats och gavs ut på en nyutgåva av albumet Kenta. Hans första album följdes sedan upp av skivorna Kan det va' fel på systemet? och albumet August & Kenta båda från 1981 och båda utgivna på Metronome. På skivan August & Kenta har han musiksatt och tolkar flera av August Strindbergs texter.
Han gjorde flera av låtarna till den tredje delen i modstrilogin, Det sociala arvet, som kom ut 1993. 
År 2002 var han gästartist på Åsa Jinders album Tro, hopp & kärlek: Visor om livet där han sjöng Svante Lindqvists "När luffarna slipper att vandra". År 2003 utgavs albumet På nattlig vandring postumt.
Kenta Gustafsson var en stor supporter av idrottsföreningen Hammarby i Stockholm. På skivan Kan det va' fel på systemet? från 1980 publicerades hyllningslåten till Hammarby "Bajen". Det var då ovanligt att musik som hyllade fotbollsklubbar gavs ut spontant av artisten; det var nästan alltid beställningsverk av klubbarna. Han medverkade sedan på hyllningsalbumet Bajen Forever från 2001, som initierades av Magnus Carlson, och albumet hämtade sin titel från den låt som Kenta Gustafsson presenterade och sjöng. Magnus Hagström, som är hedersmedlem i Hammarby Fotboll, har beskrivit Gustafsson som en personifiering av den underdog-mentalitet och förlorarromantik som länge funnits kring Hammarby.
Låten "Just idag är jag stark", som utgavs 1979, skriven av Aapo Sääsk och framförd av Gustafsson, har blivit Hammarbys inmarschlåt. Trots att den inte explicit har något med fotboll att göra. När Kenta Gustafsson dog, strax innan den allsvenska fotbollspremiären, skapades ett upprop av supportrarna och föreningen att hålla en tyst minut och gärna sjunga med i "Just idag är jag stark". Initiativet fungerade och därefter sjungs den inför alla lagets hemmamatcher. Den hamnar normalt i toppen när fotbollens bästa inmarschlåtar rankas i Sverige.
Den 3 mars 2003 avled Kenta Gustafsson i cancer, som han vårdats för en längre tid, på Karolinska sjukhuset i Solna. Han är gravsatt i minneslunden på Solna kyrkogård.
Arne Höök skrev en biografi om Kenta Gustafsson år 2015, med titeln Just idag är jag stark : en bok om Kenta Gustafsson.

## Filmografi
- 1968 – Dom kallar oss mods
- 1970 – Den magiska cirkeln
- 1972 – Du gamla, du fria
- 1979 – Ett anständigt liv
- 1993 – Det sociala arvet
- 2020 – Kenta lever

## Diskografi
- 1980 – Kenta (inspelad september-oktober 1979)
- 1981 – Kan det va' fel på systemet?
- 1981 – August & Kenta LP
- 2000 – Kenta: Guldkorn 1979-81
- 2003 – På nattlig vandring

## Musikarrangör
- 1993 – Det sociala arvet

### Audiokällor
- Konstenius, Ann (29 maj 2022). ”Berättelsen om Hammarbylåten Just idag är jag stark”. P4 Dokumentär. Sveriges Radio P4. https://sverigesradio.se/avsnitt/berattelsen-om-hammarbylaten-just-idag-ar-jag-stark. Läst 1 oktober 2022.